# Light warlpiri
Light Warlpiri (Warlpiri rampaku) ist eine von der australischen Lehrerin und Professorin der Linguistik an der Universität Michigan Carmel O’Shannessy entdeckte Neuentwicklung einer Sprache auf der Grundlage von Warlpiri der Aborigines in Lajamanu im Norden Australiens in der Tanamiwüste. Die Substantive dieser neuen Mischsprache sind dem Englischen und Warlpiri entnommen, die Verben aus Kriol. Im Jahr 2013 waren etwa 350 Sprecher von Light Warlpiri bekannt. Die meisten davon sprechen jedoch auch das traditionelle Warlpiri und viele davon Englisch und Kriol.

## Geschichte und Charakteristika
Light Warlpiri ist vermutlich Anfang der 1980er Jahre entstanden. O’Shannessy veröffentlichte ab 2005, dass Schulkinder eine vom dort gebräuchlichen Idiom Warlpiri veränderte Sprache benutzten.
Nur Bewohner, die jünger als 35 waren, sprachen zum Beobachtungszeitpunkt Light Warlpiri. O’Shanessy entdeckte, dass die Schüler nicht nur eine Mischung aus Warlpiri, Englisch und Kriol sprachen, sondern eine neue Sprache entwickelt hatten, deren Wörter neue Bedeutungen ausdrückten. Beispielsweise bedeutet „Kochen“ nicht mehr wie im bisherigen Warlpiri purra, sondern nun kuk; „Abendessen“ nicht mehr kuku-ju, sondern sapa-ju. Light Warlpiri nimmt die nominalen und verbalen Systeme von unterschiedlichen Ausgangssprachen an. Substantive sind meist aus Warlpiri oder australischem Englisch und die Morphologie wird von Warlpiri entnommen. Verben und ihre Beugungen sind meistens aus dem Kriol entlehnt. Auffällig ist, dass modale Formen der Hilfsverben aus dem Englischen und Kriolischen zergliedert wurden und damit neue Strukturen und Formen entstanden. 
Nach Transkription ihrer Tonaufzeichnungen hat O’Shanessy am 18. Juni 2013 im Fachblatt Language ihre Beobachtungen und Vermutungen veröffentlicht. Sie nimmt an, dass die Sprache aus Baby Talk entstanden ist. Einzelne Kleinkinder, die in Lajamanu tagsüber fast gänzlich ohne Erwachsene unter sich bleiben, haben mit den Sprachbausteinen experimentiert. Andere haben diese imitiert, und schließlich entstand ein neuer  Sprachcode. Für die jungen Menschen in Lajamanu ist ihre neue Sprache ein Identifikationsmerkmal geworden, womit sich die neue Sprache stabilisiert.